# 七ヶ宿町立七ヶ宿中学校
七ヶ宿町立七ヶ宿中学校（しちかしゅくちょうりつ しちかしゅくちゅうがっこう）は、宮城県刈田郡七ヶ宿町瀬見原にある公立中学校。

## 概要
少子化に伴う生徒数減少から、七ヶ宿町内の2校の中学校が1つに集約され開校したのが当校である。生徒数は42名（2011年4月現在）。

## 沿革
- 1997年4月1日 - 七ヶ宿町立関中学校、七ヶ宿町立湯原中学校とを統合して開校。同8日開校式・入学式挙行。
- 1997年10月 - 全日本グラススキー大会 中学男子の部優勝、中学女子の部優勝
- 1998年1月12日 - 県中学校スキー競技大会 男子総合優勝
- 1998年10月 - 全日本グラススキー大会 大回転第2位、回転第3位
- 2000年1月17日 - 県中学校スキー競技大会 男子アルペン総合優勝
- 2001年1月13日 - 県中学校スキー競技大会 男子アルペン準優勝、男子大回転優勝、男子回転優勝
- 2003年1月14日 - 県中学校スキー競技大会 男子アルペン総合優勝、男子回転第2位・第3位、男子大回転第2位・第5位
- 2003年1月 - 東北中学校スキー競技大会 男子大回転第4位
- 2004年10月 - 全日本グラススキー大会 男子回転優勝・第3位、男子大回転第3位・第4位、男子コンビネーション優勝
- 2005年7月22日 - 県中学校陸上競技大会 女子砲丸投げ優勝
- 2005年8月 - 東北中学校陸上競技大会 女子砲丸投げ第8位
- 2005年9月 - 全日本グラススキー大会 男子大回転優勝

## 学校行事
| - 4月 - 始業式、入学式、開校記念日 - 5月 - 生徒総会 - 6月 | - 7月 - 8月 - そば種まき、職場体験 - 9月 - 修学旅行、わら細工・こけし絵つけ教室 | - 10月 - そば刈り、手打ちそば教室、生徒総会 - 11月 - 職場体験 - 12月 | 1月-スキー教室 2月-スキー教室・町学校スキ ー大会 3月-卒業式・修了式・離任式 |

## 学区
- 刈田郡七ヶ宿町全域

## 進学前小学校
- 七ヶ宿町立七ヶ宿小学校

## 部活動
- スキー
- ソフトテニス
- 卓球
- 総合文化
- 陸上

## 交通アクセス
- JR東日本東北新幹線白石蔵王駅・東北本線白石駅より七ヶ宿町町営バス、七ヶ宿白石線「七ヶ宿町役場」停留所より徒歩5分。
- さらに町内路線である七ヶ宿長老線に乗り換えれば、「七ヶ宿中前」停留所までバスで行く事ができる。この停留所からは徒歩すぐ。

## 高校進学
- 県内公立高校通学が不便な場合は、山形県立の上山明新館、高畠の各高校への志願が認められている[2]。